# Çan
Çan este un oraș din Turcia.